# Гуменник, Пётр Олегович
Пётр Оле́гович Гуме́нник (род. 11 апреля 2002 года, Санкт-Петербург, Россия) — российский фигурист, выступающий в одиночном катании. Серебряный (2023) и бронзовый (2024) призёр чемпионата России, двукратный победитель финала Гран-при России (2023, 2025), бронзовый призёр этапа Гран-при Rostelecom Cup (2020), бронзовый призёр чемпионата мира среди юниоров (2020), серебряный призёр юниорского финала Гран-при (2018). Мастер спорта России международного класса.

## Карьера

### Юниорский период
Пётр Гуменник родился 11 апреля 2002 года в Санкт-Петербурге. Отец — Олег Леонидович Гуменник — священник в Церкви покрова Пресвятой Богородицы при Политехническом институте. Мать — Елена Валерьевна Гуменник — детский невролог. Имеет двух младших братьев.
Начал кататься на коньках в 2006 году. В августе 2015 года Пётр дебютировал в серии Гран-при среди юниоров. Он занял шестое место на этапе Гран-при среди юниоров в Риге (Латвия) и четвёртое место в Торуне (Польша). В то время он тренировался под руководством Алексея Мишина, Олега Татаурова и Татьяны Мишиной.
С 2017 года тренируется у Вероники Дайнеко в спортивном клубе фигурного катания Тамары Москвиной.
Сезон 2018—2019 начал с победы на этапе Гран-при среди юниоров в Канаде. Он занимал четвёртое место после короткой программы, но выиграл произвольную программу и смог одержать победу на этом этапе. На втором этапе в Словении он снова победил и таким образом отобрался в финал Гран-при среди юниоров сезона 2018—2019. В финале занял третье место в короткой и второе место в произвольной программе, по итоговой сумме баллов завоевал серебряную медаль.
В феврале 2019 года выиграл серебряную медаль на Первенстве России среди юниоров. На чемпионате мира среди юниоров был четвёртым в короткой программе и одиннадцатым в произвольной, в итоге финишировал на десятом месте.
В новом сезоне на первом этапе Гран-при среди юниоров в Челябинске занял итоговое первое место. Там в произвольной программе он впервые сделал попытку четверного лутца. На втором этапе, в Италии, финишировал вторым. В финале Гран-при среди юниоров выступил не совсем удачно и занял лишь пятое место.
На чемпионате России в Красноярске занимал третье место после короткой программы, но в произвольной допустил ряд ошибок, вследствие чего занял седьмое место в итоговом зачёте. На первенстве России в Саранске выиграл серебряную медаль и таким образом вошёл в состав сборной на юниорский чемпионат мира 2020 года.
На чемпионате мира среди юниоров в короткой программе допустил ошибку на приземлении с тройного акселя и занял девятое место. В произвольной программе исполнил каскад четверной сальхов — двойной тулуп, тройной аксель, четверной сальхов (с недокрутом), каскад тройной лутц — тройной риттбергер — двойной риттбергер и занял второе место место в произвольной. По итогам двух программ набрал 231,12 баллов и завоевал бронзовую медаль.
В мае 2020 года вошёл в расширенный список фигуристов, которые будут представлять Россию на международных соревнованиях.

### Сезон 2020—2021
В сезоне выступает на «взрослом» уровне. На своём первом этапе Кубка России в Москве завоевал бронзовую медаль. В ноябре выступил на этапе Гран-при Rostelecom Cup, где в короткой программе чисто исполнил тройной аксель, четверной сальхов и каскад тройной лутц — тройной риттбергер и занимал второе место после Мориса Квителашвили. В произвольной программе допустил ошибки и по итогам турнира завоевал бронзовую медаль. На втором этапе Кубка России в Москве выиграл золото.
На чемпионате России в Челябинске испытывал проблемы со спиной, в короткой и произвольной программах допустил ряд ошибок и завершил турнир на седьмом месте. Последним турниром в сезоне для Петра стал Финал Кубка России, где он завоевал серебряную медаль. По результатам этого турнира вошёл в список запасных на чемпионат мира в Стокгольме и на командный чемпионат мира в Осаке.

### Сезон 2021—2022
В октябре выиграл международный турнир по фигурному катанию Мемориал Дениса Тена, набрал 263,14 балла, обойдя соперников и в короткой, и в произвольной программах. В короткой программе Пётр исполнил каскад четверной сальхов — тройной тулуп, сольный четверной тулуп, но недокрутил тройной аксель, набрал 91,84 балла. За исполнение произвольной программы получил 171,30 балла, недокрутил четверной тулуп и упал с тройного акселя, но выполнил два четверных сальхова: один сольный, а второй в каскаде с двойным тулупом и двойным риттбергером. На этом турнире улучшил свои личные рекорды в короткой и произвольной программе и по сумме двух программ.
В ноябре участвовал в итальянском этапе серии Гран-при. После исполненной с недочётами короткой программы занимал 9 место с 76,81 баллами. В короткой программе Пётр исполнил каскад четверной сальхов — тройной тулуп с недокрутом на первом прыжке, упал с сольного четверного тулупа и совершил помарку выезжая с тройного акселя. В произвольной программе фигурист исполнил четверной тулуп, каскад четверной сальхов — двойной тулуп — двойной риттбергер, но упал с одиночного четверного сальхова и допустил ошибки на других элементах, получил 149,95 балла за программу и расположился на седьмом месте. По сумме двух программ набрал 226,76 балла и занял итоговое восьмое место.
Также в ноябре принял участие в международном турнире в Варшаве, входящем в серию «Челленджер» — Warsaw Cup. Завоевал бронзовую медаль с результатом 242,91 балла.
На чемпионате России занимал седьмое место после короткой программы, в произвольной программе стал четвертым, исполнил три четверных прыжка, но допустил ошибки при исполнении тройных акселей, в общем зачёте расположился на пятом месте.

### Сезон 2022—2023
20—21 октября 2022 года участвовал в Кубке Санкт-Петербурга. В короткой программе исполнил четверной риттбергер и тройной аксель с ошибками, а также каскад четверной лутц — тройной тулуп и получил 87,42 балла, заняв по итогам короткой программы первое место, но снялся с произвольной программы по состоянию здоровья.
29—30 октября участвовал во втором этапе Гран-при России «Бархатный сезон» в Сочи. По итогам короткой программы расположился на пятом месте, набрав 74,04 балла. В программе допустил «бабочку» на четверном лутце и степ-аут на четверном риттбергере, оставшись без каскада, но чисто исполнил тройной аксель. В произвольной программе Пётр исполнил четверной лутц, каскад четверной сальхов — тройной тулуп, секвенцию тройной аксель — двойной аксель, сольный четверной сальхов, каскад тройной лутц — тройной риттбергер — двойной тулуп, но упал с четверного риттбергера и одиночного тройного акселя, получил за программу 162,59 балла. По сумме двух программ набрал 236,63 балла и занял итоговое третье место, уступив Марку Кондратюку и Алексею Ерохову.
12—13 ноября участвовал в четвертом этапе Гран-при России «Московские звёзды» в Москве. После короткой программы расположился на промежуточном втором месте (после Михаила Коляды) с 94,85 баллами, в программе чисто исполнил каскад четверной сальхов — тройной тулуп и тройной аксель, а также четверной риттбергер с недокрутом. В произвольной программе исполнил каскад четверной сальхов — тройной тулуп, четверной риттбергер, сольный четверной сальхов, секвенцию тройной аксель — двойной аксель, тройной флип, сольный тройной аксель, каскад тройной лутц — двойной тулуп — двойной риттбергер и получил 185,80 баллов. По сумме двух программ набрал 280,65 баллов и выиграл этап Гран-при.
4 декабря Гуменник принял участие в чемпионате России по прыжкам и в командном турнире, и в личном. По итогам жеребьёвки представлял команду Евгения Плющенко. Внёс значительный вклад в победу своей команды, исполнив рекордно сложные каскады в четвертом и пятом раундах: четверной сальхов — тройной тулуп — тройной риттбергер и четверной сальхов — тройной тулуп — тройной риттбергер — тройной риттбергер — тройной риттбергер. В личном турнире занял второе место, уступив Григорию Фёдорову. Исполнил четыре четверных сальхова, четверной флип с касанием льда, четверной лутц.
В конце декабря участвовал в чемпионате России. По итогам короткой программы занимал промежуточное первое место, чисто исполнив каскад четверной сальхов — тройной тулуп, четверной риттбергер и тройной аксель и набрав 104,47 балла. В произвольной программе исполнил каскад четверной сальхов — тройной тулуп, четверной риттбергер, сольный четверной сальхов с касанием льда, секвенцию тройной аксель — двойной аксель, тройной флип, сольный тройной аксель и каскад двойной лутц — тройной риттбергер — двойной риттбергер, набрал 190,60 балла и стал вторым после Евгения Семененко. В сумме получил 295,07 балла — столько же, сколько шедший вторым после короткой программы Евгений Семененко. Так как по правилам при равенстве итоговых баллов победу одерживает фигурист с лучшим результатом в произвольной программе, Семененко одержал победу, а Гуменник завоевал серебряную медаль чемпионата России.
4—5 марта участвовал в финале Гран-при России. В короткой программе занял промежуточное второе место, уступив Марку Кондратюку и набрав 99,69 балла. В произвольной программе занял второе место после Дмитрия Алиева, набрав 182,43 балла. В сумме, получив 282,12 балла, одержал победу в финале Гран-при России.

## Запрет программы под музыку Rammstein
По словам хореографа Николая Морошкина, Гуменник является поклонником немецкой метал-группы Rammstein. Одна из его показательных программ была поставлена на песню Rammstein «Mein Herz brennt».
К соревновательному сезону 2023/24 фигурист готовил программу, музыкальным сопровождением которой была другая композиция Rammstein — «Sonne». Гуменник тренировал эту программу во время межсезонья на протяжении четырёх месяцев вместе с хореографом Николаем Морошкиным. Новую постановку он должен был представить на контрольных прокатах сборной России, проходивших 16—17 сентября 2023 года в Москве. За день до выезда на мероприятие, ему запретили выступать под «непатриотичную» музыку. На контрольных прокатах он выступил с прошлогодней короткой программой — под композицию «Dawn of Faith» группы Eternal Eclipse.
По версии Вероники Дайнеко, тренирующей Гуменника, за день до отъезда на прокаты к ней подошла главный тренер группы Тамара Николаевна Москвина и показала копию электронного письма от некоего Евгения Картушина, которое было адресовано министру спорта Олегу Матыцину и разослано в федерации всех зимних видов спорта, «смысл которого был в том, что Rammstein — это непатриотично, плохо и тому подобное, с просьбой навести порядок в тех видах спорта, которые используют музыкальное сопровождение». «Тамара Николаевна сказала, что это дело государственной важности, и мы не можем ставить свои интересы выше государственной важности. Мало ли что мы хотим», — написала Дайнеко.
В Федерации фигурного катания России и Министерстве спорта ответили, что не запрещали фигуристу выступать под Rammstein. При этом, министр спорта Матыцин отметил, что «надо более ответственно подходить к выбору музыки».
Как отмечает Meduza, запрет фактически поддержали бывшие фигуристы Илья Авербух и Ирина Роднина. Авербух выразил мнение, что «внутри каждого исполнителя, тренера и хореографа должен быть свой внутренний цензор». Депутат Госдумы с 2007 года Роднина: «Надо думать о том, что ставишь на свою программу». Депутат Госдумы Султан Хамзаев: «Сегодня на слуху другой Rammstein — так называется натовская база, которая находится в Германии. Её суть заключается в том, чтобы нанести России максимальный удар. Это та позиция, которую они высказывают каждый день. Поэтому надо аккуратно выбирать музыку и смысл своих танцев».
В итоге Гуменник сохранил короткую программу — оригинальная песня Rammstein была заменена на русскоязычную кавер-версию от Олега Абрамова (Radio Tapok). По заявлению самого фигуриста, обновлённое музыкальное сопровождение было согласовано со всеми заинтересованными сторонами.

## Программы
| Сезон     | Короткая программа | Произвольная программа                                                                                      | Показательные номера |
| --------- | --- | --- | --- |
| 2024—2025 | - «Herald of the Change» - «Paul’s Dream» (из фильма «Дюна») - «A Time of Quiet Between the Storms» - «Harkonnen Arena» (из фильма «Дюна: Часть вторая») Ханс Циммер хореография: Даниил Глейхенгауз | - «Онегин»: - «Письмо Онегина к Татьяне» - «Тост Онегина» Георгий Жеряков хореография: Илья Авербух         | - «Зима» Эдуард Хиль - «Русский Авангард» - «Этюд № 12 op.8» Скрябин, Александр Николаевич хореография: Николай Морошкин - «Трансформеры: Оптимус Прайм» - «Moments in Love» Art Of Noise - «What I’ve Done» Linkin Park хореография: Николай Морошкин |
| 2023—2024 | - «Sonne» Rammstein в исполнении Radio Tapok хореография: Николай Морошкин | - «Дориан Грей» Чарли Моул хореография: Даниил Глейхенгауз, Этери Тутберидзе                                | - «Зима» Эдуард Хиль - «Mein Herz brennt» Rammstein - «Болеро» Морис Равель |
| 2022—2023 | - «Dawn of Faith» Eternal Eclipse хореография: Николай Морозов | - «Аранхуэсский концерт» Хоакин Родриго хореография: Николай Морозов                                        | - «Зима» Эдуард Хиль - «Mein Herz brennt» Rammstein - «Болеро» Морис Равель хореография: Николай Морошкин, Ксения Михеева - «Лунная соната» в исполнении Hidden Citizens                                                                               |
| 2021—2022 | - «Leave a Light On» (акустическая версия) Том Уокер хореография: Николай Морозов | - «Спартак» Арам Хачатурян хореография: Николай Морошкин, Дмитрий Пимонов                                   | - «Лунная соната» в исполнении Hidden Citizens |
| 2020—2021 | - «Лунная соната» в исполнении Hidden Citizens хореография: Николай Морошкин | - «Призрак Оперы» Эндрю Ллойд Уэббер хореография: Никита Михайлов                                           | - «Чардаш» Витторио Монти |
| 2019—2020 | - «Je me souviens de nous» Максим Родригес, Людивин Амадо хореография: Никита Михайлов | - «Призрак Оперы» Эндрю Ллойд Уэббер хореография: Никита Михайлов                                           | - «Лунная соната» аранжировка Hidden Citizens |
| 2018—2019 | - «Чардаш» Витторио Монти хореография: Александра Панфилова | - «Love Theme» (из фильма «Ромео и Джульетта») Нино Рота хореография: Александра Панфилова, Николай Морозов | |
| 2017—2018 | - «Butterflies and Hurricanes» Muse | - «Cirque du Soleil» хореография: Татьяна Прокофьева                                                        | |
| 2016—2017 | - «Сиртаки» Микис Теодоракис хореография: Татьяна Прокофьева | - «Cirque du Soleil» хореография: Татьяна Прокофьева                                                        | |
| 2015—2016 | - «Графиня Марица» Имре Кальман хореография: Татьяна Прокофьева | - «Вестсайдская история» Леонард Бернстайн хореография: Татьяна Прокофьева                                  | |

## Спортивные достижения
| Соревнование                        | 13/14         | 14/15         | 15/16         | 16/17         | 17/18         | 18/19         | 19/20         | 20/21         | 21/22         | 22/23         | 23/24         | 24/25         |
| Международные                       | Международные | Международные | Международные | Международные | Международные | Международные | Международные | Международные | Международные | Международные | Международные | Международные |
| ----------------------------------- | ------------- | ------------- | ------------- | ------------- | ------------- | ------------- | ------------- | ------------- | ------------- | ------------- | ------------- | ------------- |
| Этап Гран-при: Rostelecom Cup       |               |               |               |               |               |               |               | 3             |               |               |               |               |
| Этап Гран-при: Италия               |               |               |               |               |               |               |               |               | 8             |               |               |               |
| Челленджер: Мемориал Дениса Тена    |               |               |               |               |               |               |               |               | 1             |               |               |               |
| Челленджер: Warsaw Cup              |               |               |               |               |               |               | 2             |               | 3             |               |               |               |
| Skate Helena                        |               |               |               |               |               | 1             |               |               |               |               |               |               |
| Кубок Содружества                   |               |               |               |               |               |               |               |               |               |               | 1             | 1             |
| Национальные                        |               |               |               |               |               |               |               |               |               |               |               |               |
| Чемпионат России                    |               |               |               |               |               |               | 7             | 7             | 5             | 2             | 3             | 4             |
| Финал Гран-при России               |               |               |               |               |               |               |               |               |               | 1             |               | 1             |
| Финал Кубка России                  |               |               |               |               | 3 юн.         |               |               | 2             | WD            |               |               |               |
| Чемпионат России по прыжкам         |               |               |               |               |               |               |               |               |               | 2             | 11            |               |
| Первенство России среди юниоров     |               | 5             | 6             | 9             | 8             | 2             | 2             |               |               |               |               |               |
| Первенство России (старший возраст) | 1             | 1             |               |               | 2             |               |               |               |               |               |               |               |
| Этап Кубка России. I этап           | 7 юн.         | 3 юн.         |               |               | 3 юн.         |               |               |               | 4             |               |               |               |
| Этап Кубка России. II этап          |               |               |               |               | 2 юн.         |               |               | 3             |               |               |               |               |
| Этап Кубка России. III этап         | 5 юн.         | 1 юн.         |               |               |               |               |               |               |               |               |               |               |
| Этап Кубка России. IV этап          |               |               |               |               |               | 1             |               |               |               |               |               |               |
| Этап Кубка России. V этап           |               |               |               |               |               |               |               | 1             |               |               |               |               |
| Этап Гран-при России. II этап       |               |               |               |               |               |               |               |               |               | 3             |               |               |
| Этап Гран-при России. III этап      |               |               |               |               |               |               |               |               |               |               | 3             | 2             |
| Этап Гран-при России. IV этап       |               |               |               |               |               |               |               |               |               | 1             |               |               |
| Этап Гран-при России. V этап        |               |               |               |               |               |               |               |               |               |               | 1             | 6             |
| Мемориал Н.А. Панина-Коломенкина    |               |               |               |               |               |               |               |               | 2             |               |               |               |
| Командные                           |               |               |               |               |               |               |               |               |               |               |               |               |
| Кубок Первого канала                |               |               |               |               |               |               |               |               | 2             | 1             | 1             |               |
| Чемпионат России по прыжкам         |               |               |               |               |               |               |               |               |               | 1             | 2             |               |
| Международные среди юниоров         |               |               |               |               |               |               |               |               |               |               |               |               |
| Чемпионат мира среди юниоров        |               |               |               |               |               | 10            | 3             |               |               |               |               |               |
| Финал юниорского Гран-при           |               |               |               |               |               | 2             | 5             |               |               |               |               |               |
| Этап Гран-при: Польша               |               |               | 4             |               |               |               |               |               |               |               |               |               |
| Этап Гран-при: Россия               |               |               |               | 4             |               |               | 1             |               |               |               |               |               |
| Этап Гран-при: Словения             |               |               |               |               |               | 1             |               |               |               |               |               |               |
| Этап Гран-при: Италия               |               |               |               |               |               |               | 2             |               |               |               |               |               |
| Этап Гран-при: Латвия               |               |               | 6             |               |               |               |               |               |               |               |               |               |
| Этап Гран-при: Эстония              |               |               |               | 5             |               |               |               |               |               |               |               |               |
| Этап Гран-при: Канада               |               |               |               |               |               | 1             |               |               |               |               |               |               |
| ЕЮОФ                                |               |               |               | 1             |               |               |               |               |               |               |               |               |
| Icechallenge                        |               |               | 1             |               |               |               |               |               |               |               |               |               |
| Кубок Ниццы                         |               |               | 1             |               |               |               |               |               |               |               |               |               |
| Volvo Open Cup                      |               |               | 1             |               |               |               |               |               |               |               |               |               |
| Sportland Trophy                    |               |               | 1             |               |               |               |               |               |               |               |               |               |

### Подробные результаты
Примечание. На чемпионатах ИСУ награждают малыми медалями за короткую и произвольную программы. Текущие лучшие персональные результаты по системе ИСУ выделены жирным.
| Подробные результаты выступлений Петра Гуменника с 2014 по 2025 годы | Подробные результаты выступлений Петра Гуменника с 2014 по 2025 годы | Подробные результаты выступлений Петра Гуменника с 2014 по 2025 годы | Подробные результаты выступлений Петра Гуменника с 2014 по 2025 годы | Подробные результаты выступлений Петра Гуменника с 2014 по 2025 годы |
| Сезон 2024—2025                                                      | Сезон 2024—2025                                                      | Сезон 2024—2025                                                      | Сезон 2024—2025                                                      | Сезон 2024—2025                                                      |
| Дата                                                                 | Соревнование                                                         | КП                                                                   | ПП                                                                   | Сумма                                                                |
| -------------------------------------------------------------------- | -------------------------------------------------------------------- | -------------------------------------------------------------------- | -------------------------------------------------------------------- | -------------------------------------------------------------------- |
| 13-17 февраля 2025 г.                                                | Финал Гран-при России 2025, Красноярск                               | 2 104.50                                                             | 1 210.04                                                             | 1 314.54                                                             |
| 1-2 февраля 2025 г.                                                  | Чемпионат Санкт-Петербурга                                           | 3 95.46                                                              | 1 200.18                                                             | 1 295.64                                                             |
| 18-23 декабря 2024 г.                                                | Чемпионат России                                                     | 2 102.65                                                             | 5 175.64                                                             | 4 278.29                                                             |
| 8-13 декабря 2024 г.                                                 | Кубок Содружества, Минск                                             | 1 99.63                                                              | 1 199.36                                                             | 1 298.99                                                             |
| 22-25 ноября 2024 г.                                                 | Этап Гран-при России. V этап - Санкт-Петербург                       | 7 85.44                                                              | 6 169.25                                                             | 6 254.69                                                             |
| 8-11 ноября 2024 г.                                                  | Этап Гран-при России. III этап - Красноярск                          | 2 99.44                                                              | 3 183.44                                                             | 2 282.88                                                             |
| 17-18 октября 2024 г.                                                | 2 этап кубка Санкт-Петербурга                                        | 7 80.41                                                              | 1 203.23                                                             | 1 283.64                                                             |
| Сезон 2023—2024                                                      |                                                                      |                                                                      |                                                                      |                                                                      |
| Дата                                                                 | Соревнование                                                         | КП                                                                   | ПП                                                                   | Сумма                                                                |
| 27-28 января 2024 г.                                                 | Чемпионат Санкт-Петербурга                                           | 1 98.64                                                              | 1 201.65                                                             | 1 300.29                                                             |
| 20-24 декабря 2023 г.                                                | Чемпионат России                                                     | 4 91.84                                                              | 1 200.58                                                             | 3 292.42                                                             |
| 6-10 декабря 2023 г.                                                 | Кубок Дружбы, Минск                                                  | 1 95.96                                                              | 1 189.24                                                             | 1 285.20                                                             |
| 17-20 ноября 2023 г.                                                 | Этап Гран-при России. V этап - Самара                                | 1 100,79                                                             | 1 199,87                                                             | 1 300,66                                                             |
| 27-30 октября 2023 г.                                                | Этап Гран-при России. III этап - Красноярск                          | 5 70,61                                                              | 1 172,36                                                             | 3 242,77                                                             |
| Сезон 2022—2023                                                      |                                                                      |                                                                      |                                                                      |                                                                      |
| Дата                                                                 | Соревнование                                                         | КП                                                                   | ПП                                                                   | Сумма                                                                |
| 3-5 марта 2023 г.                                                    | Финал Гран-при России 2023, Санкт-Петербург                          | 2 99,69                                                              | 2 182,43                                                             | 1 282,12                                                             |
| 20-26 декабря 2022 г.                                                | Чемпионат России                                                     | 1 104,47                                                             | 2 190,60                                                             | 2 295,07                                                             |
| 11-14 ноября 2022 г.                                                 | Этап Гран-при России. IV этап - Москва                               | 2 94,85                                                              | 1 185,80                                                             | 1 280,65                                                             |
| 28-30 октября 2022 г.                                                | Этап Гран-при России. II этап - Сириус (Сочи)                        | 5 74,04                                                              | 2 162,59                                                             | 3 236,63                                                             |
| 20-21 октября 2022 г.                                                | 2 этап кубка Санкт-Петербурга                                        | 1 87.42                                                              | WD                                                                   | WD                                                                   |
| Сезон 2021—2022                                                      |                                                                      |                                                                      |                                                                      |                                                                      |
| Дата                                                                 | Соревнование                                                         | КП                                                                   | ПП                                                                   | Сумма                                                                |
| 23-27 февраля 2022 г.                                                | Финал Кубка России 2022, Саранск                                     | 5 75,02                                                              | WD                                                                   | WD                                                                   |
| 22-26 декабря 2021 г.                                                | Чемпионат России 2022                                                | 7 91,04                                                              | 4 176,41                                                             | 5 267,45                                                             |
| 17-20 ноября 2021 г.                                                 | Warsaw Cup 2021                                                      | 3 88,24                                                              | 4 154,67                                                             | 3 242,91                                                             |
| 4-7 ноября 2021 г.                                                   | Гран-при Италии 2021                                                 | 9 76,81                                                              | 7 149,95                                                             | 8 226,76                                                             |
| 28-31 октября 2021 г.                                                | Мемориал Дениса Тена 2021                                            | 1 91,84                                                              | 1 171,30                                                             | 1 263,14                                                             |
| Сезон 2020—2021                                                      |                                                                      |                                                                      |                                                                      |                                                                      |
| Дата                                                                 | Соревнование                                                         | КП                                                                   | ПП                                                                   | Сумма                                                                |
| 26 февраля — 2 марта 2021 г.                                         | Финал Кубка России 2021                                              | 3 88,09                                                              | 3 167,97                                                             | 2 256,06                                                             |
| 22-27 декабря 2020 г.                                                | Чемпионат России 2021                                                | 8 84,93                                                              | 7 162,54                                                             | 7 247,47                                                             |
| 5-8 декабря 2020 г.                                                  | Этап Кубка России. V этап — Москва                                   | 3 76,08                                                              | 1 171,06                                                             | 1 247,14                                                             |
| 20-22 ноября 2020 г.                                                 | Rostelecom Cup 2020                                                  | 2 96,26                                                              | 6 172,21                                                             | 3 268,47                                                             |
| 10-13 октября 2020 г.                                                | Этап Кубка России. II этап — Москва                                  | 5 79,51                                                              | 3 169,95                                                             | 3 249,46                                                             |
| Сезон 2019—2020                                                      |                                                                      |                                                                      |                                                                      |                                                                      |
| Дата                                                                 | Соревнование                                                         | КП                                                                   | ПП                                                                   | Сумма                                                                |
| 2-8 марта 2020 г.                                                    | Чемпионат мира среди юниоров 2020                                    | 9 76,07                                                              | 2 155,05                                                             | 3 231,12                                                             |
| 4-8 февраля 2020 г.                                                  | Первенство России среди юниоров 2020                                 | 1 87,08                                                              | 3 171,34                                                             | 2 258,42                                                             |
| 24-29 декабря 2019 г.                                                | Чемпионат России 2020                                                | 3 88,06                                                              | 10 150,02                                                            | 7 238,08                                                             |
| 5-8 декабря 2019 г.                                                  | Финал юниорского Гран-при 2019—2020                                  | 4 72,16                                                              | 5 140,46                                                             | 5 212,62                                                             |
| 14-17 ноября 2019 г.                                                 | Warsaw Cup 2019                                                      | 2 79,41                                                              | 3 134,83                                                             | 2 214,24                                                             |
| 2-5 октября 2019 г.                                                  | Этап Гран-при среди юниоров: Италия                                  | 2 80,99                                                              | 2 151,40                                                             | 2 232,39                                                             |
| 11-14 сентября 2019 г.                                               | Этап Гран-при среди юниоров: Россия                                  | 2 74,15                                                              | 1 147,99                                                             | 1 222,14                                                             |
| Сезон 2018—2019                                                      |                                                                      |                                                                      |                                                                      |                                                                      |
| Дата                                                                 | Соревнование                                                         | КП                                                                   | ПП                                                                   | Сумма                                                                |
| 4-10 марта 2019 г.                                                   | Чемпионат мира среди юниоров 2019                                    | 4 80,33                                                              | 11 131,81                                                            | 10 212,14                                                            |
| 1-4 февраля 2019 г.                                                  | Первенство России среди юниоров 2019                                 | 2 85,94                                                              | 4 150,78                                                             | 2 236,72                                                             |
| 16-19 января 2019 г.                                                 | Skate Helena 2019                                                    | 1 58,70                                                              | 1 130,67                                                             | 1 189,37                                                             |
| 6-9 декабря 2018 г.                                                  | Финал юниорского Гран-при 2018—2019                                  | 3 76,16                                                              | 2 142,59                                                             | 2 218,75                                                             |
| 3-6 октября 2018 г.                                                  | Этап Гран-при среди юниоров: Словения                                | 1 77,33                                                              | 1 141,92                                                             | 1 219,25                                                             |
| 12-15 сентября 2018 г.                                               | Этап Гран-при среди юниоров: Канада                                  | 4 69,69                                                              | 1 150,35                                                             | 1 220.04                                                             |
| Сезон 2017—2018                                                      |                                                                      |                                                                      |                                                                      |                                                                      |
| Дата                                                                 | Соревнование                                                         | КП                                                                   | ПП                                                                   | Сумма                                                                |
| 23-26 января 2018 г.                                                 | Первенство России среди юниоров 2018                                 | 10 70,58                                                             | 7 142,24                                                             | 8 212,82                                                             |
| Сезон 2016—2017                                                      |                                                                      |                                                                      |                                                                      |                                                                      |
| Дата                                                                 | Соревнование                                                         | КП                                                                   | ПП                                                                   | Сумма                                                                |
| 13-15 февраля 2017 г.                                                | Юношеский Олимпийский фестиваль 2017                                 | 1 67,56                                                              | 1 127,65                                                             | 1 195,21                                                             |
| 1-5 февраля 2017 г.                                                  | Первенство России среди юниоров 2017                                 | 11 68,13                                                             | 8 135,99                                                             | 9 204,12                                                             |
| 28 сентября — 2 октября 2016 г.                                      | Этап Гран-при среди юниоров: Эстония                                 | 6 68,27                                                              | 5 129,55                                                             | 5 197,82                                                             |
| 14-18 сентября 2016 г.                                               | Этап Гран-при среди юниоров: Россия                                  | 7 58,43                                                              | 3 132,63                                                             | 4 191,06                                                             |
| Сезон 2015—2016                                                      |                                                                      |                                                                      |                                                                      |                                                                      |
| Дата                                                                 | Соревнование                                                         | КП                                                                   | ПП                                                                   | Сумма                                                                |
| 21-23 января 2016 г.                                                 | Первенство России среди юниоров 2016                                 | 4 70,58                                                              | 10 124,03                                                            | 6 194,61                                                             |
| 4-8 ноября 2015 г.                                                   | Volvo Open Cup 2015                                                  | 1 70,33                                                              | 1 131,40                                                             | 1 201,73                                                             |
| 27-31 октября 2015 г.                                                | Icechallenge 2015                                                    | 1 65,91                                                              | 1 127,40                                                             | 1 193,31                                                             |
| 14-18 октября 2015 г.                                                | Кубок Ниццы 2015                                                     | 1 67,97                                                              | 1 132,75                                                             | 1 200,72                                                             |
| 23-27 сентября 2015 г.                                               | Этап Гран-при среди юниоров: Польша                                  | 4 67,84                                                              | 4 129,70                                                             | 4 197,54                                                             |
| 26-30 августа 2015 г.                                                | Этап Гран-при среди юниоров: Латвия                                  | 5 62,35                                                              | 5 120,35                                                             | 6 182,70                                                             |
| Сезон 2014—2015                                                      |                                                                      |                                                                      |                                                                      |                                                                      |
| Дата                                                                 | Соревнование                                                         | КП                                                                   | ПП                                                                   | Сумма                                                                |
| 4-7 февраля 2015 г.                                                  | Первенство России среди юниоров 2015                                 | 6 65,65                                                              | 5 130,64                                                             | 5 196,29                                                             |